# Norwegian Wood (This Bird Has Flown)
«Norwegian Wood (This Bird Has Flown)» —en español «Bosque de Noruega (Este pájaro ha volado)»— es una canción de The Beatles que apareció por primera vez en su álbum Rubber Soul de 1965. Acreditada a Lennon-McCartney, fue escrita principalmente por John Lennon, aunque Paul McCartney contribuyó a la melodía de la sección media y escribió algunas partes de la letra. 
La canción innovó en el mundo de la música rock occidental al incorporar por primera vez un instrumento de la India, el sitar, y fue la base del rock psicodélico y el raga rock. Es una balada con John Lennon en la voz y coros armónicos, típicos de los Beatles, en la parte del puente.

## Composición
John Lennon comenzó a componer la canción en medio de unas vacaciones familiares en Sankt Moritz, mismas que tomaba con Cynthia Powell, su hijo Julian Lennon, George Martin y la prometida de este. Lennon habría mostrado a Martin la canción y el arreglo armónico en tanto este se recuperaba de una lesión que se hizo esquiando. Lennon mostró fuertes influencias de Bob Dylan al hacer la canción, tanto en el ritmo usado como en el uso de referencias introspectivas en las letras, así como un momento que marcaría una diferencia entre las composiciones previas de Lennon y las futuras por el uso de elementos surrealistas tal como en Ask Me Why y There Is A Place. Luego, fue finalizada con Paul McCartney en las sesiones de composición en Kenwood previas a la grabación de Rubber Soul. En 1980 Lennon se dio el crédito completo de la canción, en tanto Paul McCartney declaró que en su opinión el crédito debería ser 60/40, incluso reclamó la autoría del arreglo del puente así como la idea del protagonista terminando la historia prendiendo fuego a todo habría sido inspirado por el hermano de su novia.

Peter Asher (hermano de su entonces novia Jane Asher) construyó su habitación de madera, y toda la gente estaba adornando su casa con madera. Madera Noruega. Esto era realmente pino, solo pino barato. Pero no era realmente un buen título, ya sabes "pino barato". Era un título paródico realmente, sobre esas chicas que cuando llegas a su departamento esta lleno de madera noruega. Esto era completamente imaginario desde mi punto de vista, pero no del de John. Se trataba de un drama que él tenía. Ella lo hizo dormir en el baño y a mi se me vino la idea de quemar la madera noruega. Ella lo llevó y dijo "más vale que duermas en el baño" y en nuestro mundo, eso significa que el chico tomaría algún tipo de revancha, así que eso significaba quemar el lugar.

Fue George Harrison, que comenzaba a interesarse por la meditación y a adoptar la cultura de la India en su vida, quien tomó la decisión de incluir un sitar en la canción mientras la grababan el 12 de octubre y el 21 de octubre de 1965. Harrison recordó tiempo después:

Estábamos esperando para grabar la escena del restaurante [en la película Help!] ... y había un grupo de músicos indios tocando al fondo. Recuerdo que cogí el sitar y comencé a tocarlo, pensando "es un sonido gracioso". Fue casualidad, pero por aquel entonces empecé a oír el nombre de Ravi Shankar.... Así que fui y compré su disco; lo puse y no podría explicarlo, pero me parecía muy familiar. Fue una llamada para mí.... Compré un sitar barato en una tienda llamada India Craft en Londres. No sabía realmente qué hacer con él. Pero cuando estábamos trabajando en "Norwegian Wood" necesitaba algo. Fue algo espontáneo... Lo tomé, busqué las notas y comencé a tocarlo. Lo grabamos y dimos en el clavo.

La canción es de estilo folk rock tocada en un ritmo de vals, a 12/8.

## Temática
«Norwegian Wood» es una de las varias canciones de Rubber Soul que presenta una temática de relación antagónica en una pareja. En contraste con anteriores canciones de los Beatles como «I Want to Hold Your Hand» o «She Loves You», las canciones del disco presentan un lado más oscuro del romance.
La letra narra un encuentro entre el protagonista y una chica innombrada. Ellos beben vino en la habitación de la chica y hablan en la noche. A las 2 de la mañana la chica dice que "es hora de ir a la cama" y el protagonista está muy ebrio por lo que «gatea hasta la bañera». «Norwegian wood» (madera noruega) se refiere a un recubrimiento de pino barato que por entonces estaba de moda en las casas de clase media de Londres. En realidad la canción habla del adulterio de John Lennon con una mujer. Probablemente su vecina y amiga Sonny Freeman, a la sazón esposa del fotógrafo de cabecera de los Beatles, Robert Freeman o con Maureen Clave, una periodista, misma que publicaría más tarde la entrevista de la polémica declaración Más populares que Jesús. Todo ello durante unas vacaciones que realizaba Lennon con su familia y su productor George Martin en los alpes suizos, mientras su esposa Cynthia Powell y su hijo Julian esperaban en el piso de arriba del Hotel Palace de Sankt Moritz, en Suiza. De hecho, John empezó a componer la canción delante de su mujer, como si nada, mientras los que conocían la historia, palidecían. Lennon ocupó referencias vaga e introspectivas como referenciar la historia en una casa y no en el hotel donde ocurrió, con el fin de no ser descubierto y porque podría generar un escándalo mediático, pero Cynthia Powell lo descubrió de igual manera.

¡Había un número incontable en las habitaciones de hotel de todo el maldito mundo! Pero tenía miedo de que lo averiguaras. De eso se trataba "Norwegian Wood", la letra que nadie podía entender. Lo escribí sobre una aventura y lo hice balbucear para que no lo supieras.
John Lennon

## Grabación
Fue grabada entre el 12 y el 21 de octubre de 1965 en el Estudio 2 de los Estudios EMI. Tras grabar Run for your life, comenzó Norwegian Wood —en ese momento llamada This Bird Has Flown— y se realizaron 4 tomas, la primera de ellas hecha en tonalidad de D. Tras experimentar con diversos sonidos, el grupo volvió al estudio el 21 de octubre con la canción modificada, siendo la toma final cambiada al tono de E. Fue mezclada entre el 25 y el 26 de octubre de 1965 en el mismo estudio. El productor fue George Martin, el ingeniero de sonido Norman Smith y los asistentes de ingeniería Ken Scott y Ron Pender. Norman Smith reportó posteriormente el reto que fue grabar el sitar, dado que los armónicos resultantes del mismo saturaban la grabación. Planeó filtrarlo mediante un limitador, pero ello restaba la riqueza sonora del instrumento.

## Créditos
- John Lennon: voz en dos pistas y guitarra acústica Gibson J-160e (con capo en el 2.º casillero).
- Paul McCartney: coros y bajo Höfner 500/1 63´.[4]
- George Harrison: sitar indio y guitarra acústica Framus Hootenany de 12 cuerdas (con capo en el 2.º casillero)
- Ringo Starr: tom de piso, pandero y crótalos.

## Recepción
La instrumentación oriental y la peculiaridad de la letra fue una de las primeras indicaciones para los seguidores de que The Beatles estaban ampliando su vocabulario musical y que estaban adoptando rápidamente un enfoque experimental.